# Regionalna nogometna liga ZO Zagreb 1983./84.
Regionalna nogometna liga ZO Zagreb (također i Regionalna nogometna liga Zajednice općina Zagreb) u sezoni 1983./84. je predstavljala ligu četvrtog stupnja nogometnog prvenstva Jugoslavije. 
 
Sudjelovalo je 14 klubova, a prvak su bile "Ponikve" iz Zagreba.

## Ljestvica
| mj. | klub                  | ut. | pob. | ner. | por. | gol+ | gol- | bod    |
| --- | --------------------- | --- | ---- | ---- | ---- | ---- | ---- | ------ |
| 1.  | Ponikve Zagreb        | 26  | 17   | 7    | 2    | 65   | 24   | 41     |
| 2.  | Končar Zagreb         | 26  | 17   | 7    | 2    | 65   | 21   | 41     |
| 3.  | Sloga Odra            | 22  | 11   | 9    | 6    | 53   | 29   | 31     |
| 4.  | Samobor               | 26  | 11   | 8    | 7    | 47   | 31   | 30     |
| 5.  | Rudeš Zagreb          | 26  | 10   | 7    | 9    | 56   | 40   | 27     |
| 6.  | Zagorac Krapina       | 26  | 9    | 9    | 8    | 52   | 46   | 27     |
| 7.  | TPK Zagreb            | 26  | 11   | 4    | 11   | 58   | 43   | 26     |
| 8.  | Bistra (Donja Bistra) | 26  | 10   | 6    | 10   | 32   | 30   | 26     |
| 9.  | Udarnik Kurilovec     | 26  | 10   | 6    | 10   | 46   | 48   | 26     |
| 10. | Moslavina Kutina      | 26  | 9    | 7    | 10   | 35   | 30   | 25     |
| 11. | Mladost Buzin         | 26  | 8    | 5    | 13   | 59   | 52   | 21     |
| 12. | Prigorje Markuševec   | 26  | 7    | 7    | 12   | 36   | 44   | 21     |
| 13. | Sloga Križ            | 26  | 6    | 7    | 13   | 34   | 47   | 19     |
| 14. | Dinamo Novo Čiče      | 26  | 2    | 0    | 24   | 19   | 163  | 2 (-2) |

- Markuševec danas dio Zagreba
- Kurilovec danas dio Velike Gorice
- "Ponikve" prvak zbog bolje gol-razlike

## Rezultatska križaljka
| kratica | klub                  | BIS | DIN | KON | MLA | MOS | PON | PRI | RUD | SAM | SLOK | SLOO | TPK | UDA | ZAG |
| --- | --------------------- | --- | --- | --- | --- | --- | --- | --- | --- | --- | ---- | ---- | --- | --- | --- |
| BIS | Bistra (Donja Bistra) |     |     |     |     |     |     |     |     |     |      |      |     |     |     |
| DIN | Dinamo Novo Čiče      |     |     |     |     |     |     |     |     |     |      |      |     |     |     |
| KON | Končar Zagreb         |     |     |     |     | 3:1 |     |     |     |     |      |      |     |     |     |
| MLA | Mladost Buzin         |     |     |     |     |     |     |     |     |     |      |      |     |     |     |
| MOS | Moslavina Kutina      |     |     |     |     |     |     |     |     |     |      |      |     |     |     |
| PON | Ponikve Zagreb        |     |     |     |     | 3:2 |     |     |     |     |      |      |     |     |     |
| PRI | Prigorje Markuševec   |     |     |     |     |     |     |     |     |     |      |      |     |     |     |
| RUD | Rudeš Zagreb          |     |     |     |     |     |     |     |     |     |      |      |     |     |     |
| SAM | Samobor               |     |     |     |     |     |     |     |     |     |      |      |     |     |     |
| SLOK | Sloga Križ            |     |     |     |     |     |     |     |     |     |      |      |     |     |     |
| SLOO | Sloga Odra            |     |     |     |     |     |     |     |     |     |      |      |     |     |     |
| TPK | TPK Zagreb            |     |     |     |     |     |     |     |     |     |      |      |     |     |     |
| UDA | Udarnik Kurilovec     |     |     |     |     |     |     |     |     |     |      |      |     |     |     |
| ZAG | Zagorac Krapina       |     |     |     |     |     |     |     |     |     |      |      |     |     |     |
| |                       |     |     |     |     |     |     |     |     |     |      |      |     |     |     |
| podebljan rezultat - utakmice od 1. do 13. kola (1. utakmica između klubova) rezultat normalne debljine - utakmice od 14. do 26. kola (2. utakmica između klubova) rezultat nakošen - nije vidljiv redoslijed odigravanja međusobnih utakmica iz dostupnih izvora rezultat smanjen * - iz dostupnih izvora nije uočljiv domaćin susreta prekrižen rezultat - poništena ili brisana utakmica p - utakmica prekinuta 3:0 p.f. / 0:3 p.f. - rezultat 3:0 bez borbe |                       |     |     |     |     |     |     |     |     |     |      |      |     |     |     |

 Izvori: